# Frankfurter Pillen
Die Frankfurter Pillen sind ein historisches Arzneimittel und eine Erfindung des Frankfurter Arztes Johann Hartmann Beyer († 1625). Er war von 1589 bis 1600 Stadtarzt in Frankfurt am Main.
Das Abführmittel auf Basis von Aloe und Rheum, dessen Zusammensetzung lange Zeit als Geheimrezept galt und nur Frankfurter Apotheken zugänglich war, wurde unter anderem in der Rosenapotheke, die 1826 als neunte Apotheke in Frankfurt vom Apotheker Georg Heinrich Engelhard eröffnet und später von seinem Sohn Karl Phillip Engelhard (1836–1924) weitergeführt wurde, hergestellt, aus welcher sich später die Firma Engelhard Arzneimittel entwickelte.
Die auch als Englische Pillen (Pil. angelicae francofurtensis)  bezeichneten Mittel wurden vielfach plagiiert, weshalb sich u. a. König Ludwig von Bayern veranlasst sah, den Verkauf bei Strafe zu untersagen.

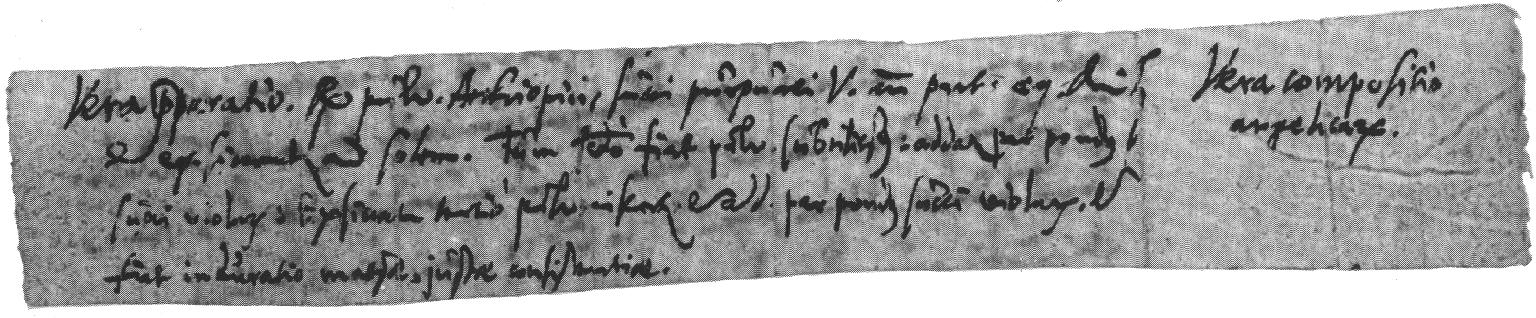
Rezeptur der Frankfurter Pillen

Das auf einem kleinen Papierstreifen aufgeschriebene Originalrezept befindet sich heute in einer einstmals doppelt versiegelten Spanschachtel im Frankfurter Stadtarchiv. Der Schachtel liegt eine Notiz bei, nach welcher sie zuletzt am 25. April 1894 amtlich geöffnet wurde und das Rezept fünf Frankfurter Apothekern mitgeteilt worden sei.